# Pegomya quadripuncta
Pegomya quadripuncta este o specie de muște din genul Pegomya, familia Anthomyiidae. A fost descrisă pentru prima dată de Karl în anul 1940.
Este endemică în Finlanda. Conform Catalogue of Life specia Pegomya quadripuncta nu are subspecii cunoscute.